# 仮名目録追加21条
『仮名目録追加21条』（かなもくろくついか21かじょう）は、天文22年（1553年）に駿河国の戦国大名・今川義元が制定した成文法。義元の父・今川氏親が制定した今川仮名目録に追加された分国法で、全21か条になる。家臣同士の境論や、父親死亡後の相続などについて規定されている。特に他国出身者の採用に関して厳しい姿勢を採ったり、室町幕府によって義務付けられていた守護不入を否認して完全に守護大名色を払拭するなど、義元の守護大名から戦国大名への移行が意識的に現れている点に特徴がある。また寄子の扶養に関する保護などの規定も盛り込まれており、現在の社会保障制度に類似のシステムもある。